# Sonnenkopf (Vorarlberg)
| Sonnenkopf                     |                                                 |
| Anzahl der Pisten              | 20                                              |
| Pistenkilometer (präpariert)   | 29,5 km                                         |
| leicht                         | 12,8 km                                         |
| mittel                         | 15,9 km                                         |
| schwer                         | 0,8 km                                          |
| unpräparierte Geländevarianten | 4 km                                            |
| Funparks                       | Nein                                            |
| Halfpipe                       | Nein                                            |
| Langlaufloipen                 | 0,2 km                                          |
| Rodelbahn                      | Bergstation Sonnenkopf-Mittelstation Sonnenkopf |
| Schneekanonen                  | Nein                                            |
| Liftanlagen                    | 9                                               |
| Kabinenbahnen                  | 1                                               |
| Sesselbahnen                   | 4                                               |
| Schlepplifte                   | 3                                               |
| Stricklifte                    | 1                                               |

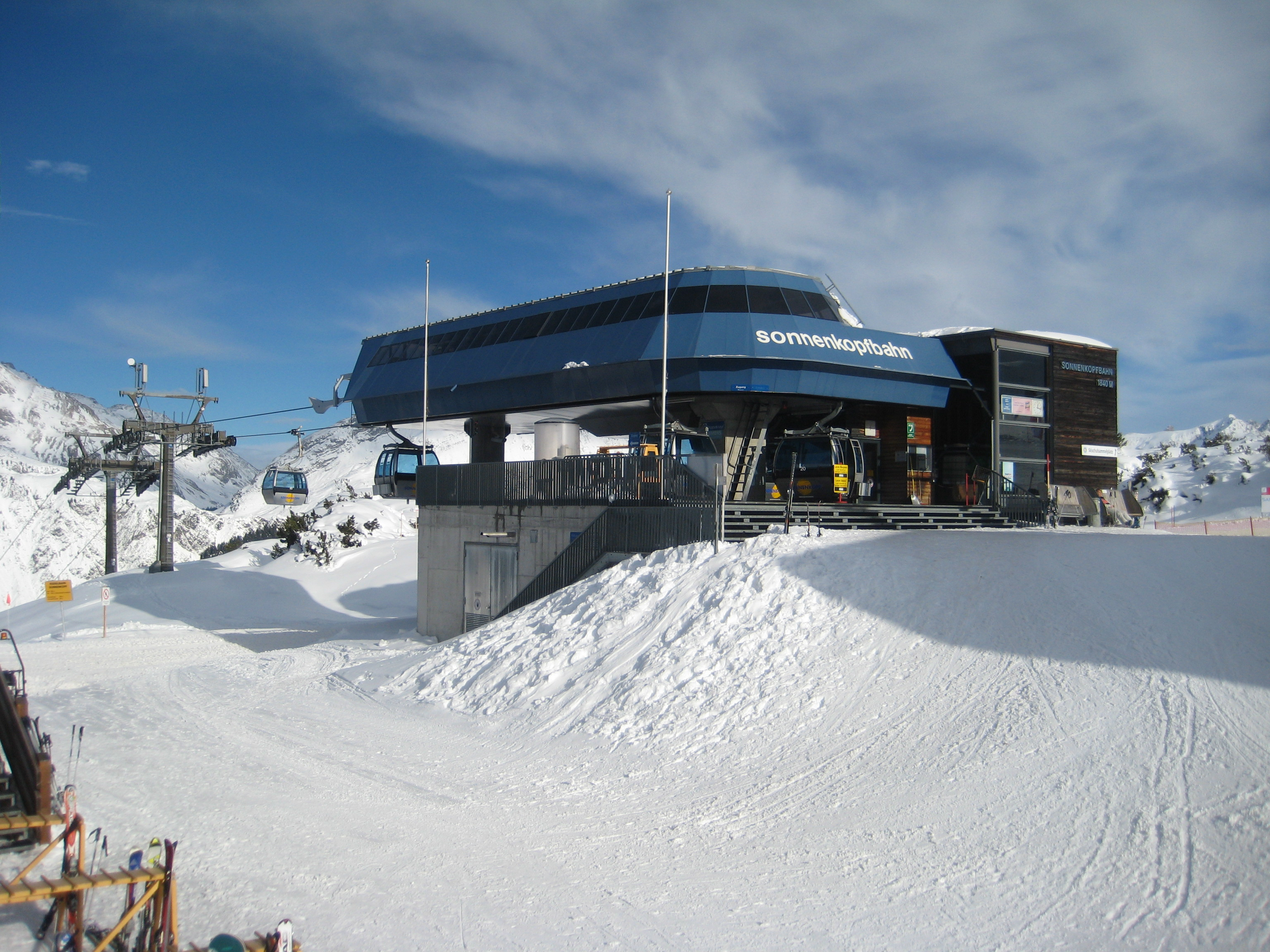
Bergstation der 8-er Gondelbahn

Sonnenkopf ist ein Skigebiet in Vorarlberg. Namensgebend ist der 2273 m ü. A. hohe Sonnenkopf, eine Erhebung im das Gebiet im Osten begrenzenden Glattingrat. Es befindet sich nahe der Gemeinde Dalaas im Klostertal, wobei die Bergstation der Sonnenkopfbahn sich auf dem Gemeindegebiet der Gemeinde Silbertal befindet. Die Talstation befindet sich in Klösterle. Das Skigebiet gehört zum Tarifverbund Ski Arlberg, es besteht aber keine Liftverbindung zu den Skigebieten am Arlberg. 
Im Sommer kann die Sonnenkopfbahn mit der Montafon Brandnertal Jahreskarte benutzt werden.
Die Talstation wird im Winter mit der Buslinie 720 Bludenz - Stuben bedient.

## Naturschnee
Der Sonnenkopf ist eines der wenigen Skigebiete in Österreich, das bislang keine Schneekanonen einsetzt. Die Betreiber werben auch damit, dass nur Naturschnee befahren wird. Der Niederschlagsreichtum (mindestens 1800 mm/a in den unteren und bis zu 2400 mm/a in den Gipfellagen) sorgt für entsprechend viel Schnee. Die Talabfahrt nach Wald ist auf einem schattigen Nordhang angelegt.

## Pisten und Lifte
Der westliche Teil des Skigebiets besteht fast ausschließlich aus blauen (leichten) Pisten, der östliche Teil dagegen fast ausschließlich aus roten (mittelschweren). Im gesamten Skigebiet befindet sich nur eine einzige schwarze (schwere) Piste, welche aber eine der steilsten Vorarlbergs ist.
Eine Gondelbahn (8er-Einseilumlaufbahn Sonnenkopf) führt von der Talstation in Wald ins Skigebiet. Eine Besonderheit dieser Gondelbahn ist die einseitige Mittelstation, in der nur in die bergfahrenden Gondeln eingestiegen werden kann. Diese Bahn ist auch im Sommer in Betrieb. Im Hauptskigebiet befinden sich vier Sesselbahnen sowie in flacheren Gebieten drei Schlepplifte. Nahe der Bergstation der Gondelbahn befindet sich das Schneemannland, eine Skianlage speziell für Kinder. Die Bergstation der Glattingratbahn steht in der Nähe des namensgebenden Sonnenkopfes.
Eine gewalzter Winterwanderweg führt nach Westen bis aufs Muttjöchle (2074 m). Von dort kann bei geeigneter Schneelage zum Kristbergsattel abgestiegen oder abgefahren werden.

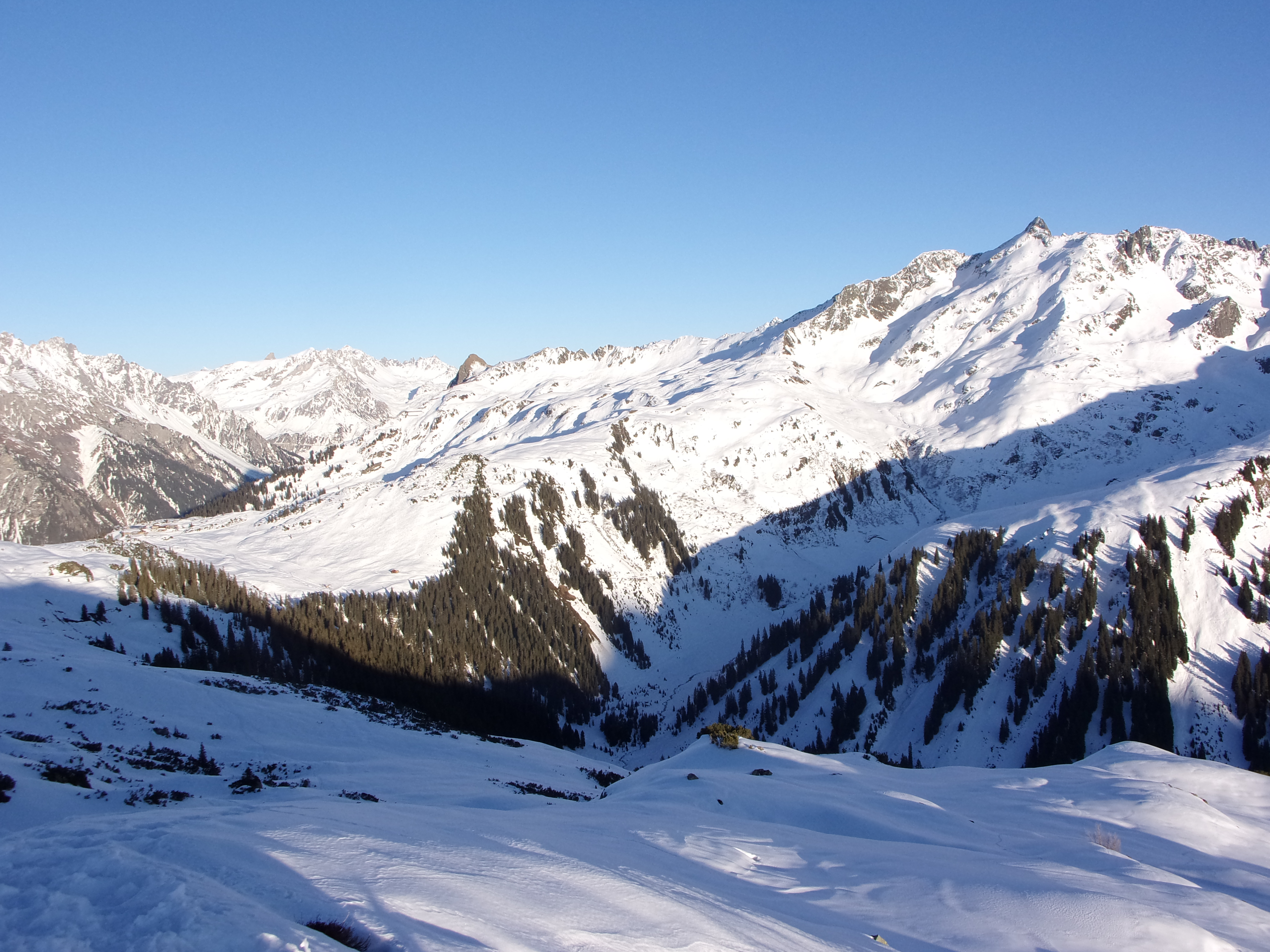
Blick vom Muttjöchle: Burtschakopf (dunkel) links der Mitte, Ameisenspitze (2589 m) rechts oben, Wasserstubental teils im Schatten.
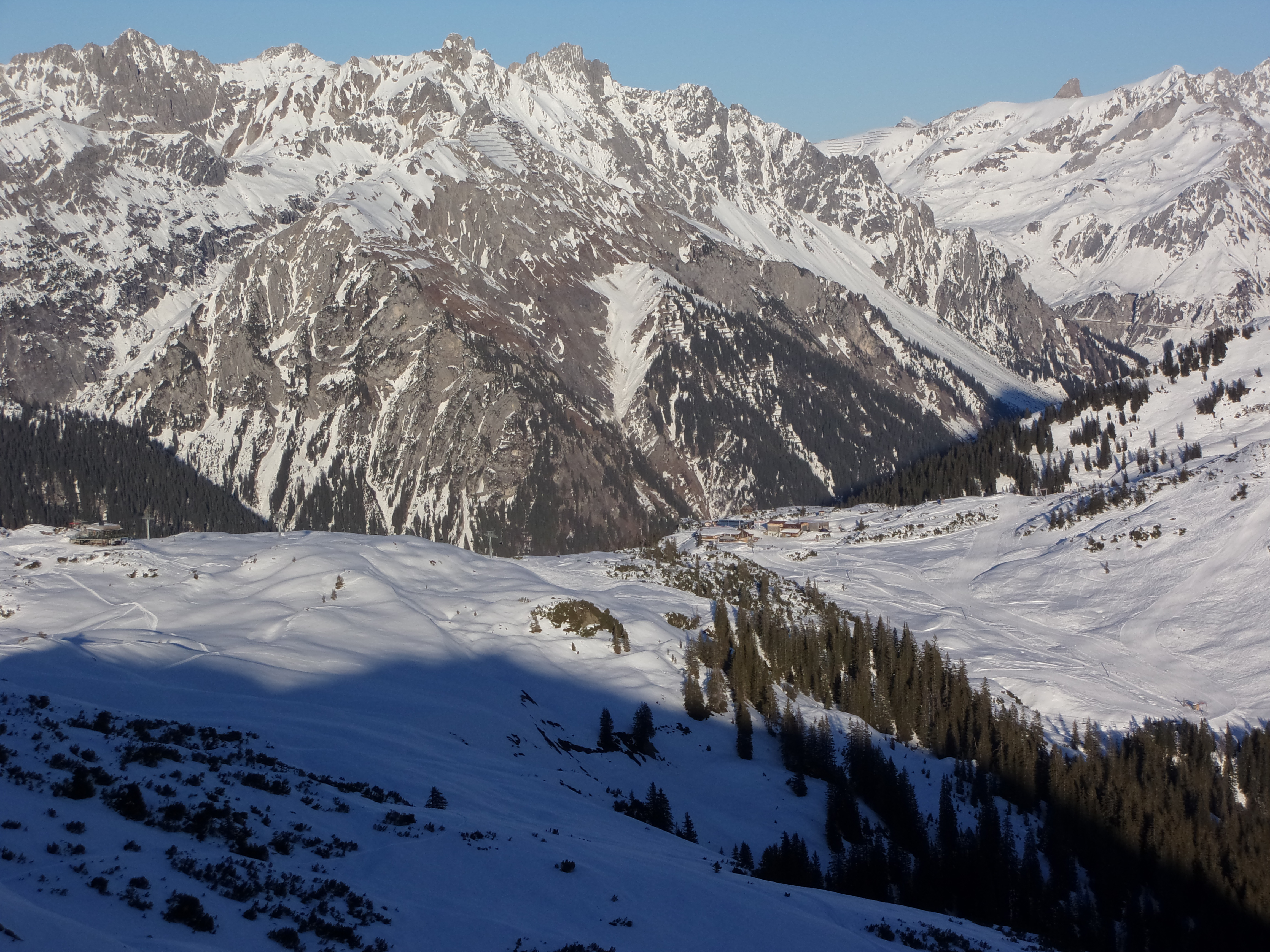
Bergstation der Sonnenkopfbahn überm Klostertal, Lechquellengebirge auf der anderen Talseite, rechts hinten die Lechtaler Alpen.
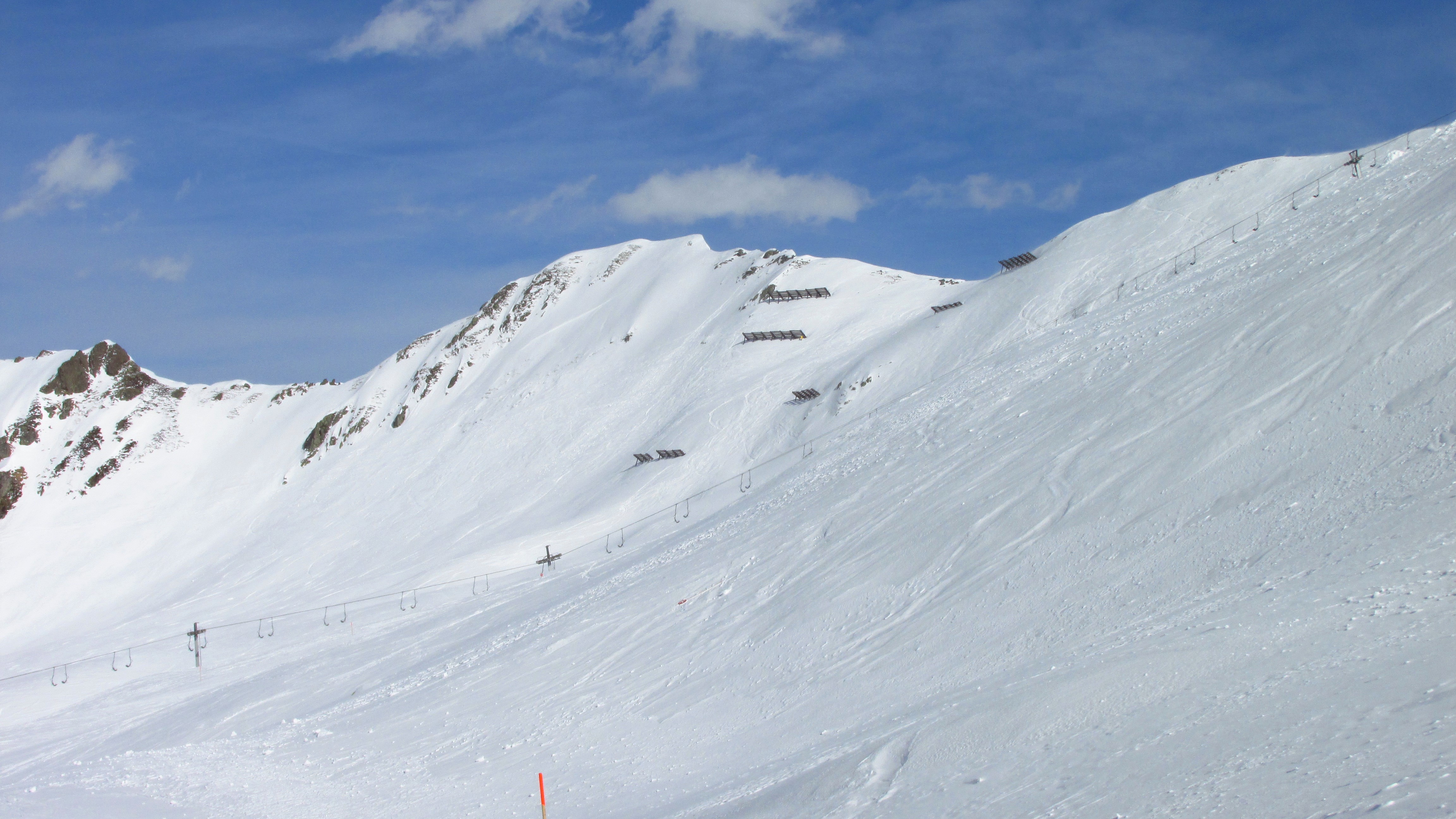
Der namensgebende Sonnenkopf, davor die Glattingratbahn.

Liste der Anlagen am Sonnenkopf
| Ort       | Name                     | Baujahr | System     | Höhe ü.A. Talstation [Meter] | Höhe ü.A. Zwischenstation [Meter] | Höhe ü.A. Bergstation [Meter] | Strecken- länge [Meter] | Beförderungs- kapazität [Pers./Stunde] | Betrieb Winter | Betrieb Sommer |
| --------- | ------------------------ | ------- | ---------- | ---------------------------- | --------------------------------- | ----------------------------- | ----------------------- | -------------------------------------- | -------------- | -------------- |
| Klösterle | Fuchslochlift            | —       | Stricklift | —                            | keine Zwischenstation             | —                             | —                       | —                                      | W              | 0              |
| Silbertal | Bettler-Älpele-Lift      | 1980    | 2-SL       | 1.835                        | keine Zwischenstation             | 1.867                         | 126                     | 1.255                                  | W              | 0              |
| Silbertal | Glattingratbahn          | 1982    | 2-CLF      | 2.078                        | keine Zwischenstation             | 2.296                         | 735                     | 1.462                                  | W              | 0              |
| Klösterle | Obermoosbahn             | 1988    | 2-CLF      | 1.596                        | keine Zwischenstation             | 2.100                         | 1.311                   | 1.438                                  | W              | 0              |
| Silbertal | Obermuribahn             | 1997    | 4-CLD      | 1.832                        | keine Zwischenstation             | 2.179                         | 1.465                   | 2.400                                  | W              | 0              |
| Silbertal | Riedbodenlift            | 1975    | 2-SL       | 1.790                        | keine Zwischenstation             | 1.840                         | 544                     | 1.060                                  | W              | 0              |
| Silbertal | Riedkopfbahn             | 2011    | 4-CLF      | 1.788                        | keine Zwischenstation             | 1.952                         | 717                     | 1.974                                  | W              | 0              |
| Silbertal | Sattelkopflift           | —       | 2-SL       | 1.831                        | keine Zwischenstation             | 1.862                         | 188                     | 1.172                                  | W              | 0              |
| Klösterle | Sonnenkopfbahn           | 1997    | 8-MGD      | 1.001                        | 1.580                             | 1.840                         | 2.087                   | 2.000                                  | W              | S              |
| Silbertal | Verbindungslift Obermuri | —       | Stricklift | —                            | keine Zwischenstation             | —                             | 100                     | 500                                    | W              | 0              |

Die Abkürzungen in der Spalte „System“ sind unter Luftseilbahn erläutert.
Letzte 2 Spalten:
W = Winterbetrieb / S = Sommerbetrieb; jeweils grün unterlegt
0 = kein Sommerbetrieb, rot hinterlegt